# Bascuñana de San Pedro
Bascuñana de San Pedro là một đô thị trong tỉnh Cuenca, cộng đồng tự trị Castile-La Mancha Tây Ban Nha. Đô thị này có diện tích là 19,62 ki-lô-mét vuông, dân số năm 2009 là 27 người với mật độ 1,38 người/km². Đô thị này có cự ly km so với tỉnh lỵ Cuenca.